# Terzanella
La terzanella è una forma poetica combinante aspetti della villanelle e della terza rima. È composta da un totale di diciannove versi, con cinque terzine e una quartina conclusiva. Il verso mediano di ogni terzina si ripete come il terzo verso della strofa seguente, e il primo e il terzo verso della strofa iniziale sono rispettivamente il secondo e l'ultimo verso della quartina conclusiva; dunque, sono ripetuti complessivamente sette versi della poesia. La struttura delle rime e delle strofe è la seguente (la lettera maiuscola indica un verso ripetuto testualmente):
bCB
cDC
dED
eFE
fAFA'
O, per il finale alternativo (distico), la strofa finale è:
fFAA'

## Esempi noti
- (EN)  Terzanelle in Thunderweather di Lewis Turco, con una successiva spiegazione della forma